# Treståndsläran
Treståndsläran är en kristen samhällsstruktur som utgår från bibelspråken i hustavlan i Martin Luthers lilla katekes. De är ordnade i tre kategorier tillämpade på olika förhållanden (1) det "andliga ståndet": präster och åhörare, (2) det "politiska' ståndet": överhetspersoner och undersåtar, (3) "hushållsståndet": föräldrar/husbönder och barn/tjänstefolk.
Philipp Melanchthon utvecklade uppgifterna om ståndens uppgifter. Lärarna (dvs. prästerna) i det andliga ståndet skulle förvalta Ordet, sakramenten och nycklamakten och åhörarna tillägna sig detta. Överhetsståndet skulle sörja för kyrkans yttre bestånd och övervaka samhällets ordning. Det tredje ståndet , hushållsståndet, var grunden för människors kristna uppfostran.
Det grundläggande i detta tankesystem är att alla människor  samtidigt tillhör alla tre stånden.
En domare var "överhet" inom det "politiska ståndet" gentemot en präst som  där var "undersåte". Samme präst var i det "andliga ståndet" lärare och överordnad domaren som inom detta stånd var "åhörare" i kyrkbänken eller biktkammaren.
Treståndsläran skall alltså tydligt skiljas från "fyrståndssamhället" med dess för politiska ändamål gjorda indelning av människor i adel, präster, borgare och bönder. Härvid hörde röstberättigade människor endast till en kategori och det fanns med tiden människor som inte tillhörde något av stånden (t.ex. folkskollärare eller ingenjörer). Fyrståndssamhället var kopplat till en äldre riksdagsordning.